# 屈开平
屈开平（1956年8月—），中华人民共和国政治人物。

## 生平
早年在新疆生产建设兵团农七师130团服役。1991年，担任农七师130团副团长。1994年11月至1997年12月，任农七师130团党委副书记、团长。1997年12月至2007年1月，任农七师党委常委、副师长。2007年1月至2008年8月，担任新疆生产建设兵团经协办党组副书记、副主任。2008年8月至2011年8月，新疆生产建设兵团经协办党组书记、主任。2011年8月至2011年12月，担任新疆生产建设兵团工商联党组副书记。2011年12月至2016年9月，担任新疆生产建设兵团工商联党组副书记、主席。2016年9月至2016年12月，任新疆生产建设兵团工商联主席。2017年8月17日，涉嫌严重违纪，接受组织审查。